# Accord de libre-échange au sein de la Communauté des États indépendants
L'accord de libre-échange au sein de la Communauté des États indépendants (aussi connu sous l'acronyme CISFTA) est un accord de libre-échange signé le 18 octobre 2011 entre la Russie, l'Ukraine, la Biélorussie, la Moldavie, l'Arménie, le Kirghizstan et le Kazakhstan. L'Ouzbékistan signe cet accord en décembre 2013. L'accord est entré en vigueur principalement à la fin de l'année 2012, en 2013 pour le Kirghizstan et en 2014 pour l'Ouzbékistan.
En décembre 2015, l'État russe suspend l'adhésion de l'Ukraine à cet accord, en augmentant ses droits de douane avec cette dernière, à la suite de l'entrée en vigueur le 1er janvier 2016 de l'accord d'association entre l'Ukraine et l'Union européenne.